# Рат, Давид
Давид Рат (чеш. David Rath, 25 декабря 1965, Прага) — чешский политический деятель, беспартийный депутат, выбранный от партии ЧССД, членом которой являлся с 2006 до 2012. С ноября 2008 до мая 2012 являлся гетманом Среднечешского края Чехии.
В 2005—2006 был беспартийным министром здравоохранения Чехии в правительстве Йиржи Пароубка. В первой половине 90-х годов XX века основал профессиональный врачебный клуб и стал его председателем, а в 1998—2005 годах был дважды выбран президентом Чешской докторской палаты.
14 мая 2012 был задержан противокоррупционным отделом полиции со значительной суммой наличных денег и позднее с другими задержанными был обвинён в нанесении финансового ущерба Евросоюзу, получении взятки, подкупе и нарушении законодательства о государственных закупках. Через два дня он был арестован.

## Биография

### Образование и карьера
Общее образование получил в гимназии в Праге. После окончания обучения на факультете общей медицины (ныне 1 медицинский факультет) Карлова Университета в 1990 работал как врач-интерн в отделении реанимации в пражских больницах. Был шеф-доктором службы скорой помощи в Кралупах над Влтавой, ассистентом в клинике 2 медфакультета КУ.

### Правый политик
В 1991—1994 годах был членом ОДС.

### Левый политик
В 1995 основал Профессиональный врачебный клуб, в котором был председателем до 1998. Жестко критиковал ситуацию в здравоохранении и организовал несколько протестных акций. В 1996—1997 был членом и заместителем председателя партии ЧСНС, потом беспартийным. С ноября 1998 до ноября 2005 являлся президентом Чешской докторской палаты.

### Министр здравоохранения
4 ноября 2005 по предложению премьера Йиржи Пароубка был назначен министром здравоохранения Чехии. Его деятельность на этом посту скоро стала предметом дискуссий. Особенно обсуждались увольнение им директора Общей страховой компании (VZP) Йиржины Мусликовой, изменение политики установления цен на лекарства, усиление роли государства в здравоохранений и негативное отношение к приватизации.
Назначение на должность министра сопровождалось скандалом из-за первоначального отказа президента Клауса от назначения Рата по представлению Пароубка. Клаус поставил условием назначения на пост министра отставку Рата как президента докторской палаты. Рат отреагировал на поступок президента серией резких выпадов, в частности, назвав Клауса «капризным стариком». На следующий день вице-премьер Зденек Шкромах, временно возглавлявший министерство, назначил Рата первым заместителем министра с полномочиями управлять министерством. Отчасти под влиянием социологического опроса (54 % опрошенных видело конфликт интересов в одновременном занятии постов министра и президента докторской палаты) Рат ушёл в отставку с поста президента ЧДП 2 ноября 2005. Через два дня президент Клаус назначил его министром.
20 мая 2006 на заседании Чешской стоматологической палаты Рат получил пощёчину от Мирослава Мацка из-за едкого комментария личного характера в адрес последнего. Оскорбление переросло в драку, известие о которой обошло мировые СМИ. Рат подал судебный иск против Мацка, и Верховный суд в феврале 2009 года решил, что Мацек обязан извиниться и выплатить Рату компенсацию в размере 100 тысяч крон.
В 2009 году ежедневник Lidové noviny опубликовал статью, в которой подозревал Рата в том, что он сам себя неправомерно аттестовал как доктора, используя правила переходного периода при присоединении Чехии к Евросоюзу. После этого Рат не предъявил документов, которые опровергли бы это подозрение, а в министерстве здравоохранения необходимая для аттестации терапевтов документации отсутствовала, поскольку указанием министра (Рата) была уничтожена либо возвращения врачам.

### Левый депутат
В мае 2006 Рат вступил в партию ЧССД. На выборах 2006 года в чешский парламент был лидером ЧССД в Праге и стал депутатом. Являлся вице-председателем депутатского клуба ЧССД и теневым министром здравоохранения. До 31 марта 2009 был председателем комитета парламента по здравоохранению.
Будучи депутатом, Рат укрепил свою репутацию спорщика и сторонника жёстких дискуссий. Частыми объектами его критики были экс-премьер Тополанек и бывший министр здравоохранения Юлинек. Перед выборами председателя парламента 29 июня 2006 в ходе уставного заседания Рат дал характеристику «человека вида отчасти клептомана из обслуги» предположительно кандидату и вице-председателю партии ОДС Мирославе Немцовой. В октябре 2007 при обсуждении детских пособий в парламенте Рат спрашивал депутатов от коалиции, являются ли они «хладнокровными бестиями» без эмпатии к людям, нуждающимся в помощи, чем вызвал ругань со стороны одного из депутатов ОДС.
В январе 2008 в ходе парламентской дискуссии между Ратом и Тополанеком произошла ссора. Тополанек процитировал оскорбительные строки из песни и связал их с личностью Рата. Тот, в свою очередь, назвал премьера «абсолютным королём всех хамов».
4 июня 2008 при обсуждении законопроекта Рата о запрете приватизации больниц министр Юлинек недвусмысленно намекал на участие Рата в медицинском бизнесе. В свою очередь, Рат спросил Юлинека, сколько он получает денег от фармацевтических фирм и назвал министра коррупционером, получающим взятки. Председатель фракции ОДС Петр Тлухорж отреагировал сообщением о том, что клуб депутатов ОДС требует дисциплинарного наказания Рата за подобное поведение. В ответ Рат охарактеризовал стремление фракции Тлухоржа «криминализовать всех представителей оппозиции» и назвал партию ОДС недемократической и тоталитарной. Депутат Павел Севера немедленно обвинил Рата в поддержке инициативы перестать сдавать кровь в знак протеста. Рат данное обвинение отверг и попросил Северу извиниться, на что последний с юмором ответил, что чувствует страх Рата перед переливанием ему крови Северы. В тот же день Рат созвал пресс-конференцию, на которой раздал копии годового отчёта движения «Реформа здравоохранения», где работал Юлинек, подтверждающих, что к спонсорам движения относится и ряд фармацевтических фирм, дотирующих движение миллионными суммами. По его мнению эти дотации выглядят как взятки, которыми должна заниматься полиция, но сообщения о преступлении в полицию не отправил.
12 июня 2008 оппозиция блокировала заседание парламента в знак протеста против опубликованного намерения правительственной коалиции изменить правила выборов (существенно затрагивающие, в том числе, функции Рата как председателя комитета по здравоохранению). В тот день Рат выступал с длительными заявлениями, касающимися личных отношений депутатов различных партий и вице-премьера.
18 июня 2008 в радиоинтервью вице-председатель фракции ОДС Немцова сообщила, что приветствовала бы отставку Рата с поста председателя комитета по здравоохранению, поскольку он оказывает давление на депутатов коалиции и преимущественно реализует свои амбиции как оппозиционного политика.

## Судебные процесссы
Первое предъявленное обвинение заключалось во взятках при планируемом ремонте гимназии в Гостивицах и дворца в Буштеграде.
Судебный процесс в краевом суде в Праге начался 7 августа 2013. 23 июля 2015 сенатом этого суда был вынесен приговор. Рат был признан виновным в получении взятки в пяти случаях коррупции и манипуляции с публичными закупками и приговорён к лишению свободы на 8,5 лет. Должен был быть возмещён и ущерб государству на сумму около 22 млн крон. Из этой суммы 8,5 млн крон и 44,5 тыс. евро были изъяты в доме Рата в Гостивицах, 5 млн крон на банковском счету адвоката Адама Чернего и 7 млн крон в коробке из-под вина. Приговор в силу не вступил, поскольку Рат его обжаловал.
Верхний суд в Праге в декабре 2016 отменил приговор Рату и другим обвиняемым по причине незаконности прослушки. После жалобы министра юстиции Роберта Пеликана Наивысший суд в мае 2017 признал прослушку законной.
27 июня 2018 краевой суд в Праге повторил свой вердикт, а Рат опять его обжаловал. 26 мая 2019 Верхний суд в Праге подтвердил приговор Рату и изменил размер наказания на 7 лет лишения свободы и 10 млн. крон.
Второе обвинение касалось публичных закупок строительных работ для больниц в Младой Болеславе, Колине и Кладно и поставку машин скорой помощи.
В августе 2015 обвинение было предъявлено девяти лицам и восьми фирмам. В мае 2017 краевой суд в Праге вернул дело на доследование. В июле 2018 обвинение сново ушло в суд.
В январе 2019 Рат подал заявление о переводе процесса в городской суд в Праге по причине предвзятости, которое не было удовлетворено.